# Schmida (Fluss)
Die Schmida ist ein linker Nebenfluss der Donau im nördlichen Niederösterreich. Sie ist der Hauptfluss des Schmidatals.

## Name
Der Name leitet sich vom althochdeutschen Wort *smid (= Schmied) ab und spielt darauf an, dass der Fluss die nötige Wasserkraft besaß, um Hammerschmieden anzutreiben. Die erste Nennung als „Smidaha“ erfolgte 864. Eine häufig verwendete Namensvariante ist „Schmidabach“ (früher auch „Schmiedabach“), eine Bezeichnung die vor allem umgangssprachlich bis heute noch gebräuchlich ist. Auf den Landkarten der Josephinischen Landesaufnahme (1763–1787) ist der Fluss etwa mit dem Namen „Schmiedabach“ eingetragen.
Die Schmida wird im Oberlauf auch als „Kleine Schmida“ bezeichnet – den Begriff (oder gar einen Fluss) „Große Schmida“ gibt es hingegen nicht.

## Geographie

### Quelle

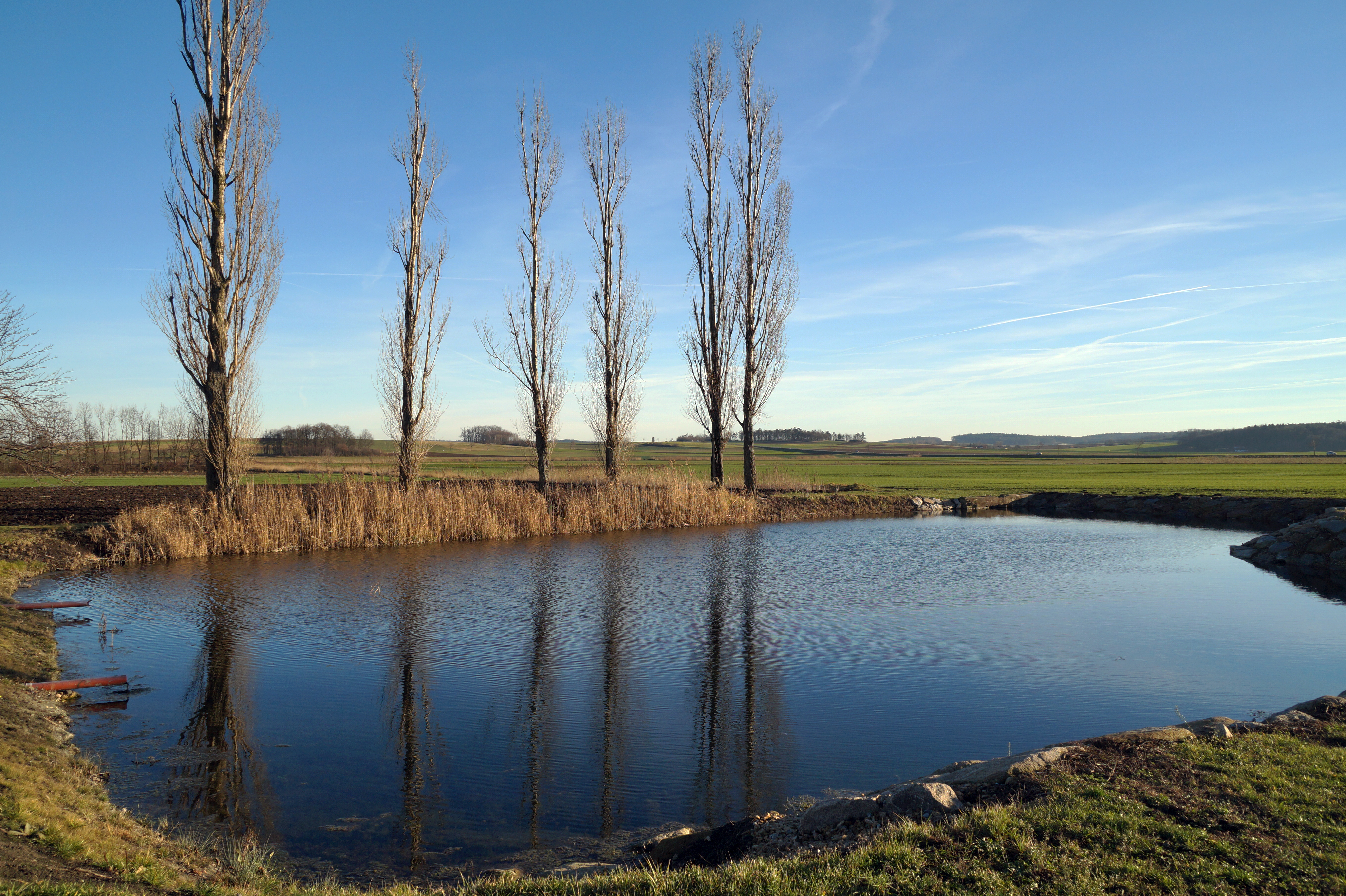
Quellteich der Schmida

Das Quellgebiet der Schmida liegt im Gemeindegebiet von Burgschleinitz-Kühnring östlich der Ortschaft Harmannsdorf im Ackerland unmittelbar nördlich der Bundesstraße 4.
Ursprünglich speisten mehrere Quellen die Schmida, wie auf den Landkarten der Josephinischen Landesaufnahme (1763–1787) ersichtlich ist. Heutzutage gibt es diese Quellen so nicht mehr; die Quellen sind gefasst, und in unterirdisch verlegten Rohren wird das Wasser zu einem künstlich angelegten Sammelbecken geleitet, welches nun als Quellteich den Ursprung der Schmida bildet.

### Verlauf

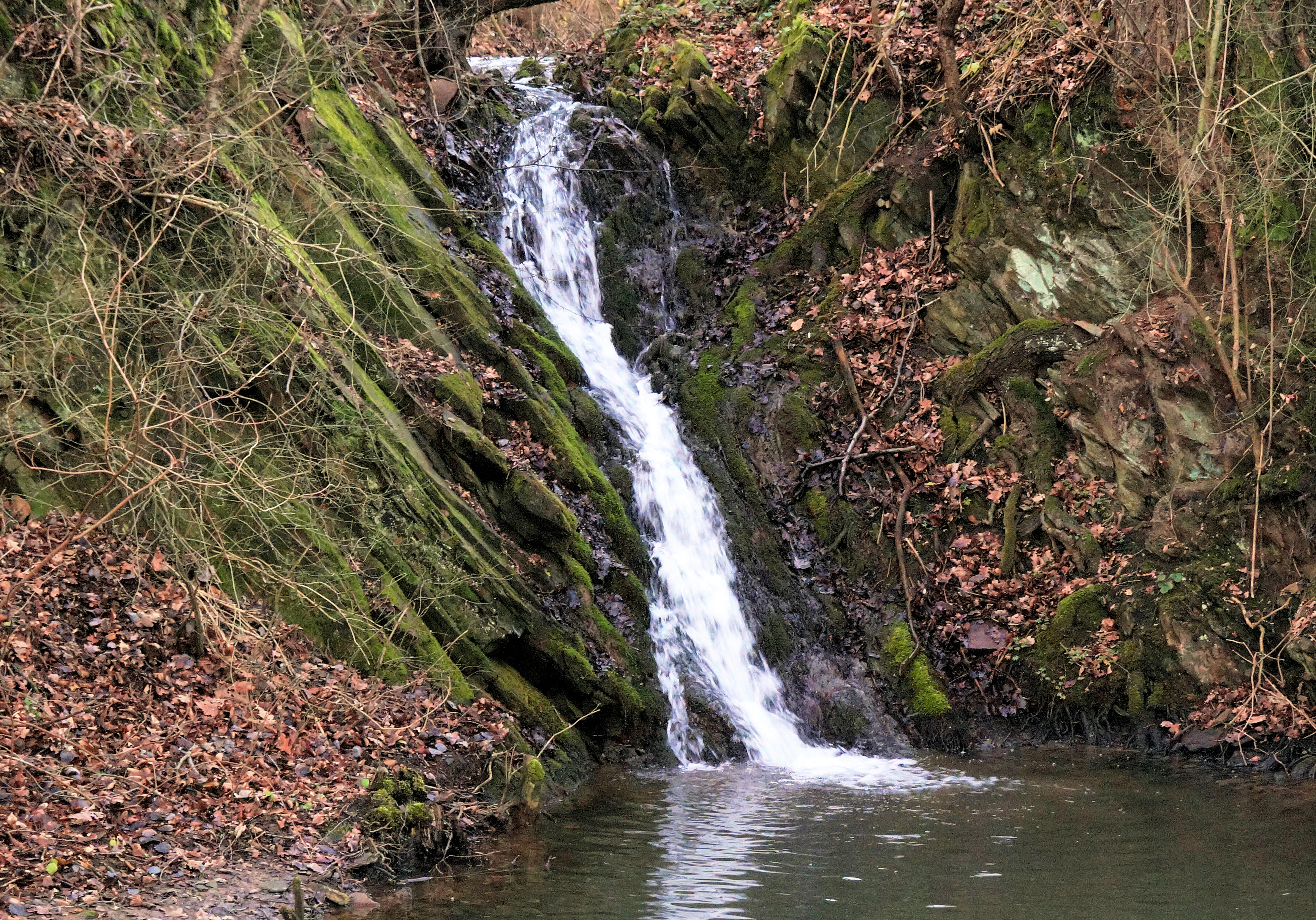
Schmidawasserfall bei Kühnring

Die Schmida fließt zuerst in nordöstliche Richtung über Kühnring, wo es auch einen Wasserfall von etwa 4 m Höhe gibt, bis Eggenburg (in diesem Abschnitt wird sie an Brücken auch als „Kleine Schmida“ bezeichnet). Sie durchfließt schließlich Eggenburg und knickt etwa 10 km weiter östlich bei Roseldorf Richtung Süden ab. Ab dort wird ihr Tal auch Schmidatal genannt. Die Schmida fließt ab hier kanalisiert und durchfließt die bedeutenden Orte des Schmidatals wie Sitzendorf an der Schmida, Frauendorf, Ziersdorf und Großweikersdorf. Bei Hippersdorf tritt die Schmida durch den Wagram in das nördliche Tullnerfeld ein, wo sie in südöstlicher Richtung bis zur Mündung in Richtung Donau fließt.

### Mündungsgebiet

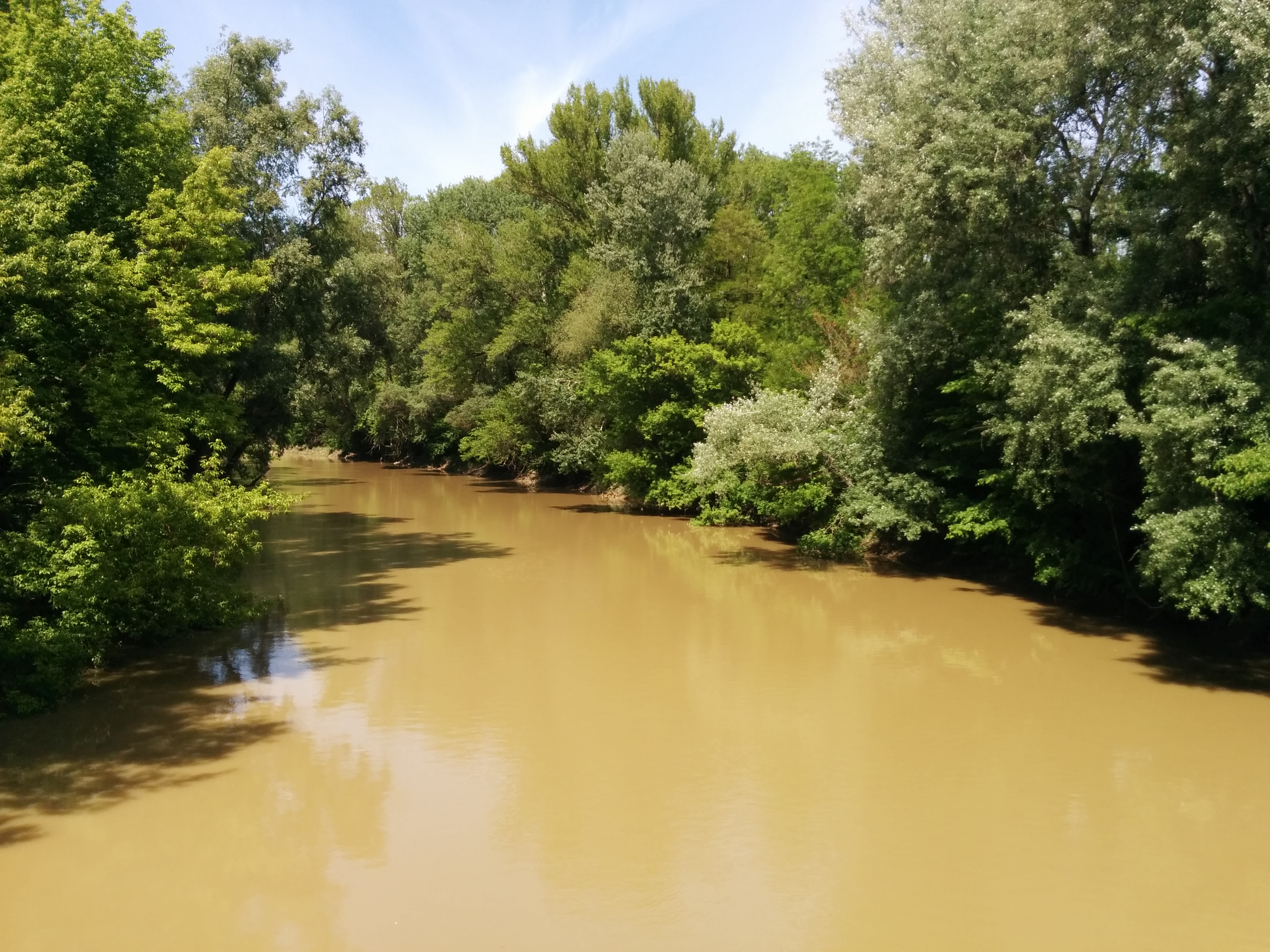
Krumpenwasser knapp vor der Mündung in die Donau

Die Schmida mündet heute nicht mehr direkt in die Donau, sondern in einen ehemaligen Seitenarm der Donau, den in der Stockerauer Au liegenden „Stockerauer Arm“, in den nach ca. 2,5 km auch der Göllersbach mündet. Nach ca. 1 km wird der Stockerauer Arm zum „Krumpenwasser“, das bis Korneuburg parallel zur Donau fließt und dort wenige Meter vor der Schiffswerftanlage in die Donau mündet.
Die Schmida – nach der Querung der Stockerauer Schnellstraße (Höhe Tulln) –, der Stockerauer Arm und das Krumpenwasser liegen im Europaschutzgebiet „Tullnerfelder Donauauen“ (Siehe: Liste der Europaschutzgebiete in Niederösterreich).

### Zuflüsse
Von der Quelle zur Mündung. Auswahl.
- Urtlbach, auch Kühnringbach, von links bei Kühnring (Markt Burgschleinitz-Kühnring)
- Lateinbach, von links vor Stoitzendorf (Stadtgemeinde Eggenburg)
- Grafenberger Bach, von rechts nach Klein-Reinprechtsdorf (Markt Röschitz)
- Maigner Bach, von links vor Roseldorf (Markt Sitzendorf an der Schmida)
- Grundgraben, von rechts nach Goggendorf (Markt Sitzendorf an der Schmida)
- Straningbach, von rechts in Sitzendorf an der Schmida
- Schleinzbach, von rechts gegenüber der Tabormühle von Frauendorf an der Schmida (Markt Sitzendorf an der Schmida)
- Dürnbach, von rechts nach Frauendorf an der Schmida
- Ravelsbach, von rechts gegenüber Hollenstein (Markt Ziersdorf)
- Gartenbach, von rechts durch Ziersdorf
- Baritz, von rechts gegenüber Dippersdorf (Markt Ziersdorf)
- Rohrbach, von links gegenüber Glaubendorf (Gemeinde Heldenberg)
- Therngrabenbach, von links vor Großweikersdorf
- Hundsgraben, von links gegenüber der Haltestelle Großwiesendorf-Tiefenthal (Markt Großweikersdorf)
- (Abzweig des Schmiedamühlbachs), nach links bei Absberg (Markt Absdorf)
- Stranzendorfer Bach, von links nahe Schmida (Gemeinde Hausleiten)

## Flora und Fauna

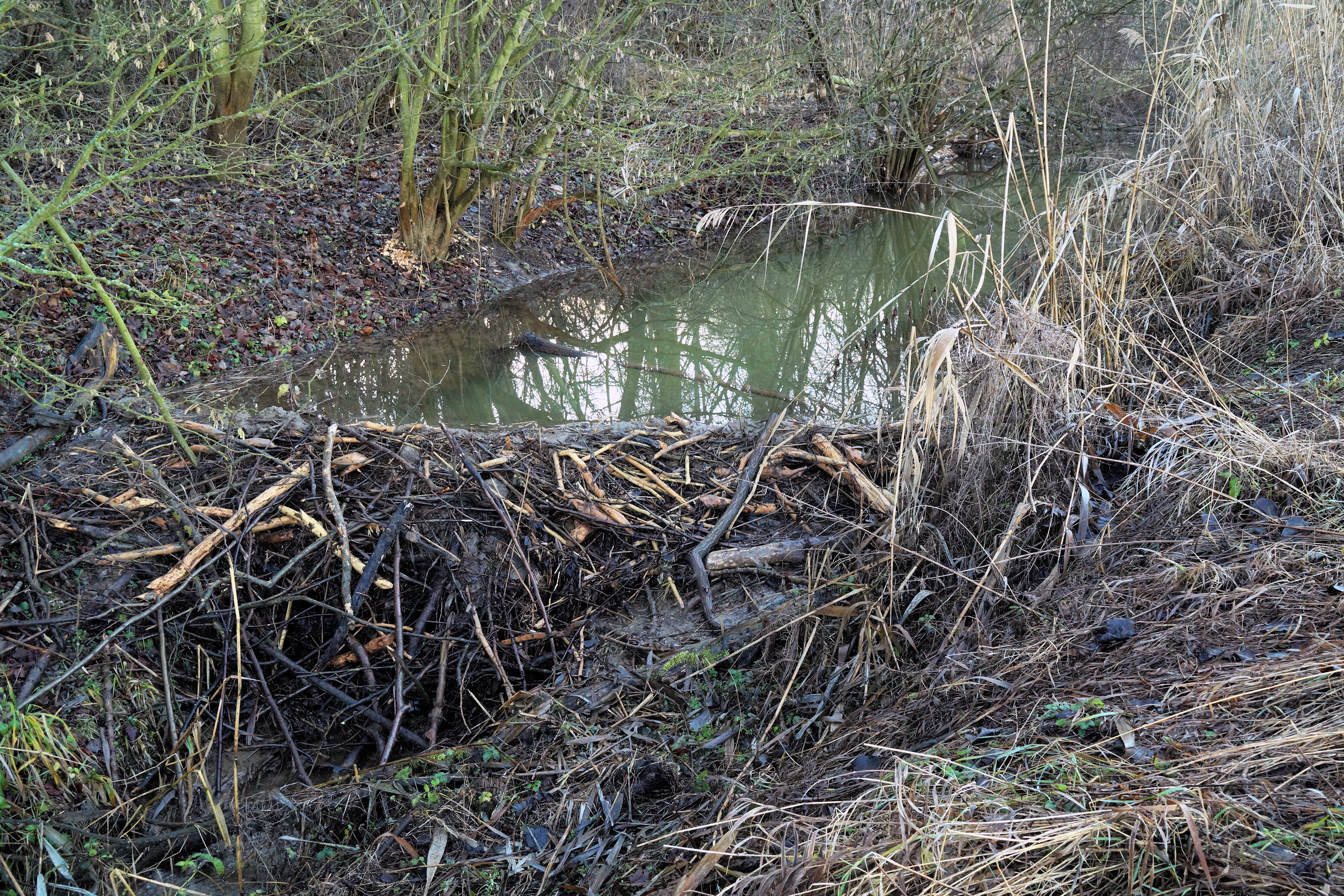
Biberdamm an der Schmida

In den Waldviertler Zubringerbächen der Schmida gibt es vereinzelt noch Flusskrebse, und es besteht Hoffnung, dass im Mündungsgebiet der Schmida Fischotter ansiedeln. In den letzten Jahren haben sich auf Grund eines Wiederansiedlungsprojekts auch Biber an der Schmida ausgebreitet.
Die niedrige Wasserqualität und das über weite Strecken monoton regulierte Bachbett machen die Schmida jedoch in weiten Teilen ihres Verlaufs zu einem ungeeigneten Lebensraum für seltene Tier- und Pflanzenarten. Von den ursprünglich vorhandenen ausgedehnten Feuchtwiesen ist seit dem 19. Jahrhundert kaum noch etwas übrig geblieben. Es gibt aber in jüngster Zeit verstärkt Bestrebungen zu einem Rückbau der Schmida sowie dazu, den Bau von Rückhaltebecken mit der Anlage von Feuchtbiotopen zu verbinden (wie in Roseldorf bereits geschehen). Diese Maßnahmen dienen nicht nur dem Umweltschutz, sondern es werden dadurch auch neue Naherholungsräume für die Bevölkerung entlang der Schmida geschaffen.
Im Zuge vom Maßnahmen zur Verbesserung der Vorflutfunktion der Schmida fand man im Mündungsgebiet insgesamt 23 Fischarten, wobei auch unter Naturschutz stehende Arten wie der Schlammpeitzger und der Steinbeißer vorkamen.
Siehe auch: Gewässer im Weinviertel

## Wasserqualität
Die Belastung durch kommunale Abwässer konnte durch den Bau von Kläranlagen reduziert werden, was zu einer Verbesserung der Wasserqualität geführt hat; der Zustand der Schmida (Güteklasse II – III) ist aber immer noch als schlecht zu bezeichnen. Nur 3 % des österreichischen Gewässernetzes sind noch niedrigeren Güteklassen zugeordnet. Die Schmida weist eine starke Nährstoff- und Schwebstoffbelastung auf, da das Einzugsgebiet zum Großteil aus Ackerbaugebiet besteht und die Abflussergiebigkeit des Einzugsgebietes niedrig ist. Das wirkt sich nicht nur negativ auf ihre Lebensraumfunktion aus, sondern führt auch zu einer erheblichen Belastung der Donau-Augewässer im Mündungsgebiet der Schmida (Tullnerfelder Donau-Auen). Die ARGE Natura 2000 Weinviertel hat darauf hingewiesen, dass die Anlage von Pufferflächen in Form von nicht beackerten Streifen entlang des Baches die Situation entschärfen könnte. – Ein weiteres Problem stellt die im Bereich der nördlichen Schmida immer noch vorhandene Belastung des Grundwassers mit dem verbotenen Pestizid Atrazin dar, das durch die Schmida bis in die Tullnerfelder Donauauen transportiert wird.

## Hochwässer und Regulierung

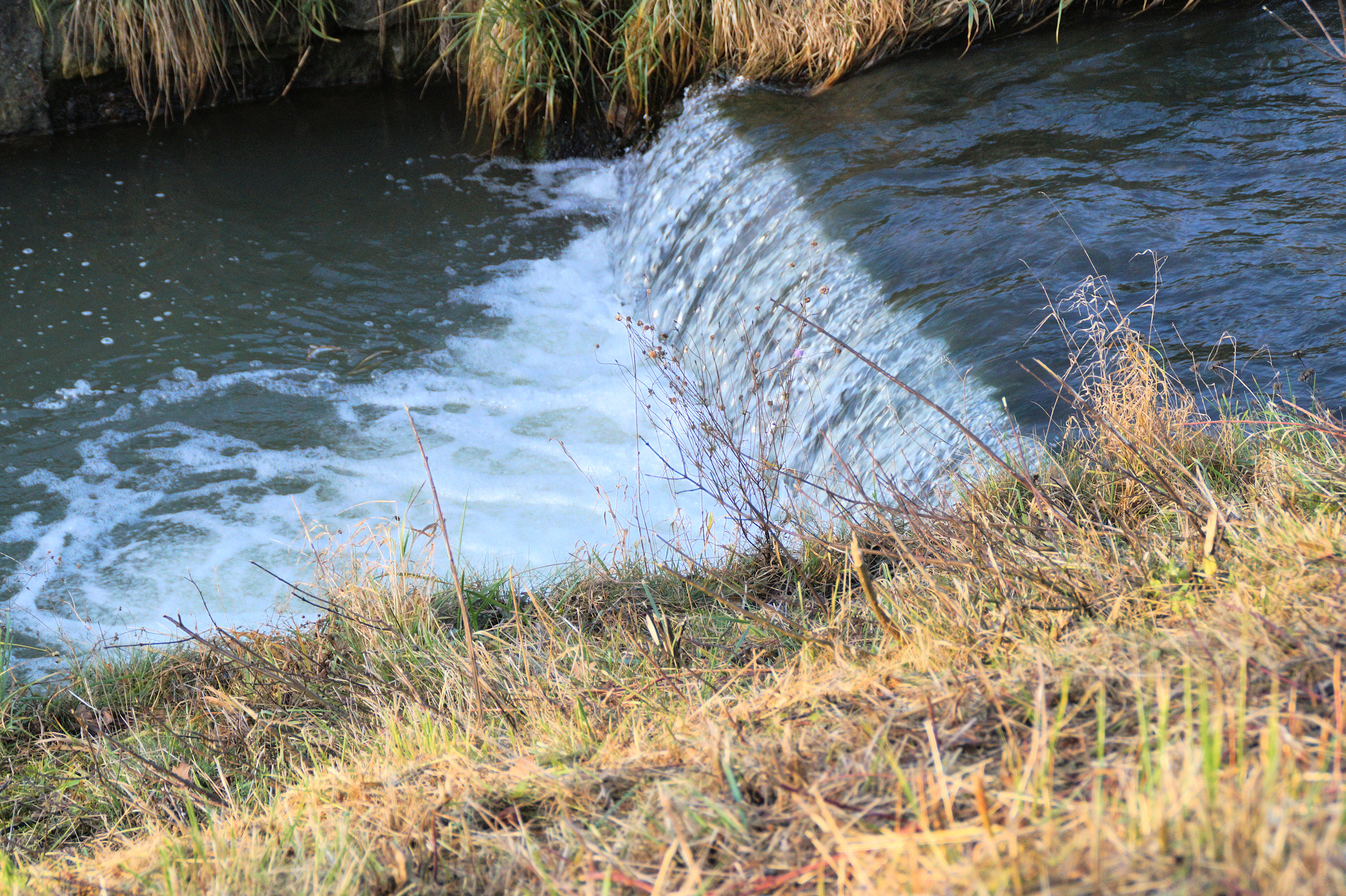
Schmida, Kaskade

Die Schmida war von alters her gefürchtet für die immer wieder auftretenden Hochwässer. In den Topographische Tabellen von 1817 (Niederösterreichisches Landesarchiv) heißt es:
Bey dem Dorfe [=Königsbrunn am Wagram] läuft der gefährliche Schmiedabach, welcher hier durch öftere Überschwemmungen grossen Schaden zufüget.

In einer Sitzung des niederösterreichischen Landtages (1953) wird im Protokoll vermerkt:
Es ist uns auch bekannt, daß die Schmieda und die Krems bei Katastrophen immer die größten Schäden hervorrufen.[…] Das „Kleine Volksblatt“ hat geschrieben, daß mindestens 300 Hektar Ackerboden durch die Hochwässer der Schmida überschwemmt wurden[…] Die Schmida ist nur zu einem Teil reguliert. 32 Kilometer sind überhaupt nicht reguliert[…]

Eine Regulierung der Schmida wurde daher zum Schutz vor Überschwemmungen durchgeführt. Sie erfolgte in Etappen, beispielsweise wurde etwa im Jahre 1906 zwischen Roseldorf und Braunsdorf die Schmida reguliert, im Jahre 1921 erfolgte die Regulierung der Schmida von Sitzendorf bis zur Mühle in Frauendorf, in den Jahren 1951 bis 1957 erfolgte die Regulierung der Schmida in Absdorf durch Anlage eines neuen Bachbettes. Die Regulierung erfolgte durch Flussbegradigungen und Errichtung eines Dammes, des Schmidadammes. Zur Anreicherung des Wassers mit Sauerstoff wurden Kaskaden in den neuen Flusslauf eingebaut.

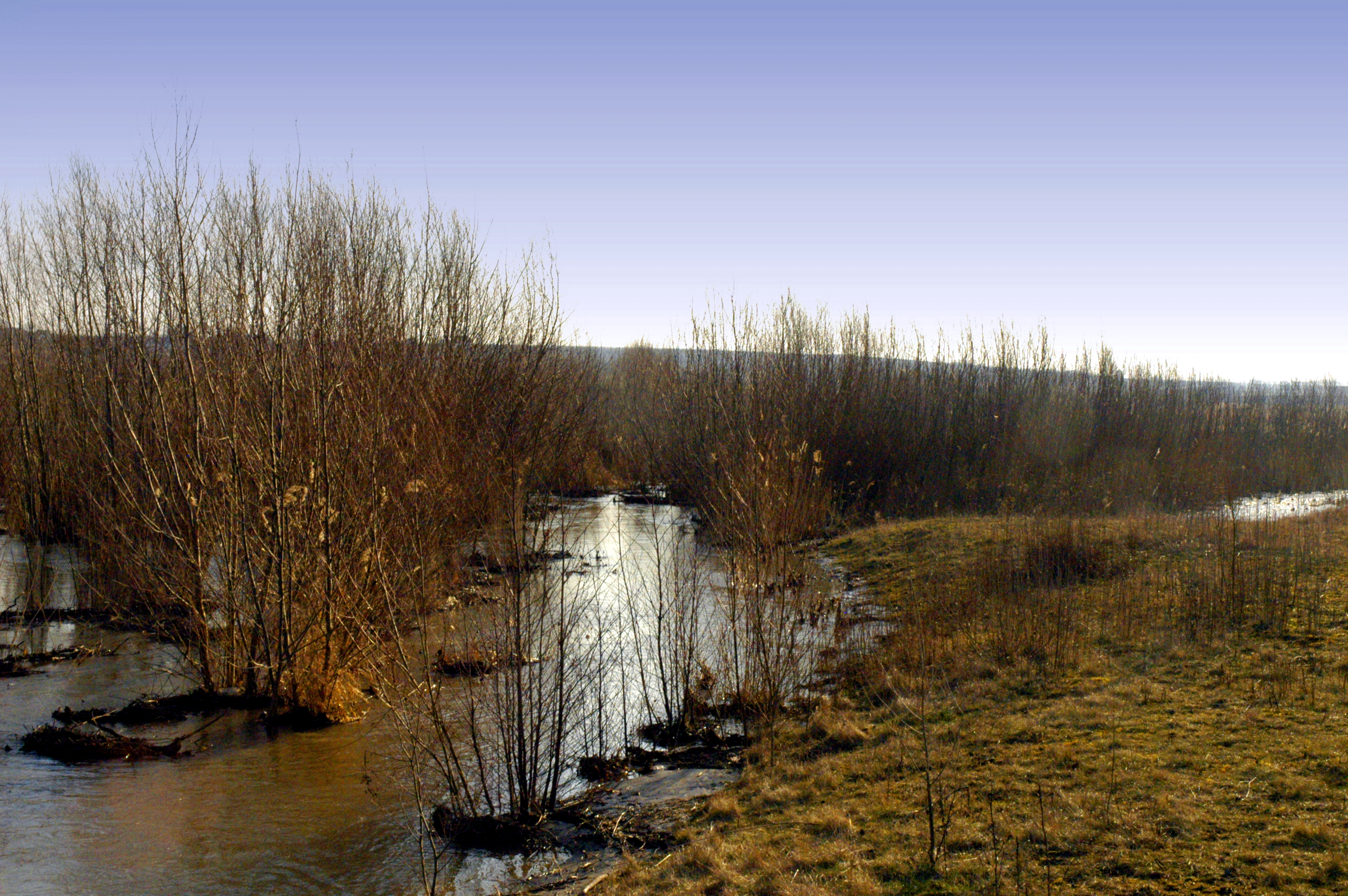
Das Rückhaltebecken der Schmida als Biotop

Auf einer Fläche von rund 12 Hektar errichtete die Marktgemeinde Sitzendorf an der Schmida im Ortsgebiet von Roseldorf ein Retentionsbecken mit einem Speichervolumen von rund 250.000 Kubikmetern, welches 2004 fertiggestellt wurde. Es ist so gestaltet, dass die Schmida sich in einem natürlichen Lauf durch das Becken schlängelt und bei etwas stärkerem Regen bereits die vielen kleinen Teiche füllt. Dieses Biotop bildet damit einen natürlichen Lebensraum für Vögel, Frösche und Wild und bewirkt zugleich eine Verbesserung des Niedrigwasserhaushalts der Schmida, was vor allem für die dort heimische Tier- und Pflanzenwelt von Bedeutung ist.
Im Jahre 2010 erreichte nach ungewöhnlich starken Regenfällen der Wasserstand der Schmida beinahe die Dammhöhe.

## Wassermenge
Messstation: Bei Hollenstein (Gemeinde Ziersdorf) gibt es eine Messstation. Im langjährigen Durchschnitt liegt hier die Durchflussmenge je nach Jahreszeit in etwa zwischen 0,15 und 0,45 m³/s, wobei die Monate Februar, März und April die höchsten und die Monate September und Oktober die niedrigsten durchschnittlichen Durchflussmengen aufweisen. Nur bei vier Ereignissen seit 1951 lag die Durchflussmenge bei mehr als 4 m³/s.
Mündung: Die Abflussgröße bei der Mündung beträgt durchschnittlich 1,0 m³/s; verglichen mit der Größe des Einzugsgebiets ergibt sich daraus eine Abflussspende von rund 2 Litern pro Sekunde und Quadratkilometer Einzugsgebiet.

## Wirtschaft
An der Schmida befanden sich in früheren Zeiten unzählige Wassermühlen. Der Heimatforscher Otto J. Schöffl konnte 80 Mühlen entlang der Schmida zwischen Eggenburg und der Mündung in die Donau (damals bei Tulln) nachweisen. Eine Mühle bei Absberg wurde erstmals im Jahre 1258 im Zusammenhang mit dem Kloster Absberg urkundlich erwähnt. Diese Mühle sowie einige andere existieren noch heute, auch wenn in unserer Zeit nicht mehr die Wasserkraft der Schmida als Antriebsenergie genutzt wird.

Die Durchflussmengen als auch die erzielbaren Fallhöhen sind nämlich derart niedrig, dass eine rentable energiewirtschaftliche Wasserkraftnutzung der Schmida kaum möglich scheint. So ergab eine Potenzialstudie aus dem Jahr 2010 ein mögliches Regelarbeitsvermögen von 273 MWh/a, was bei einem angenommenen Haushalts-Durchschnittsverbrauch von 4.400 kWh/a zur Versorgung von 62 Haushalten reichen würde. Die Schmida ist in kalten Wintern auch häufig zugefroren und im Spätsommer gelegentlich nahezu ausgetrocknet.

## Bildergalerie

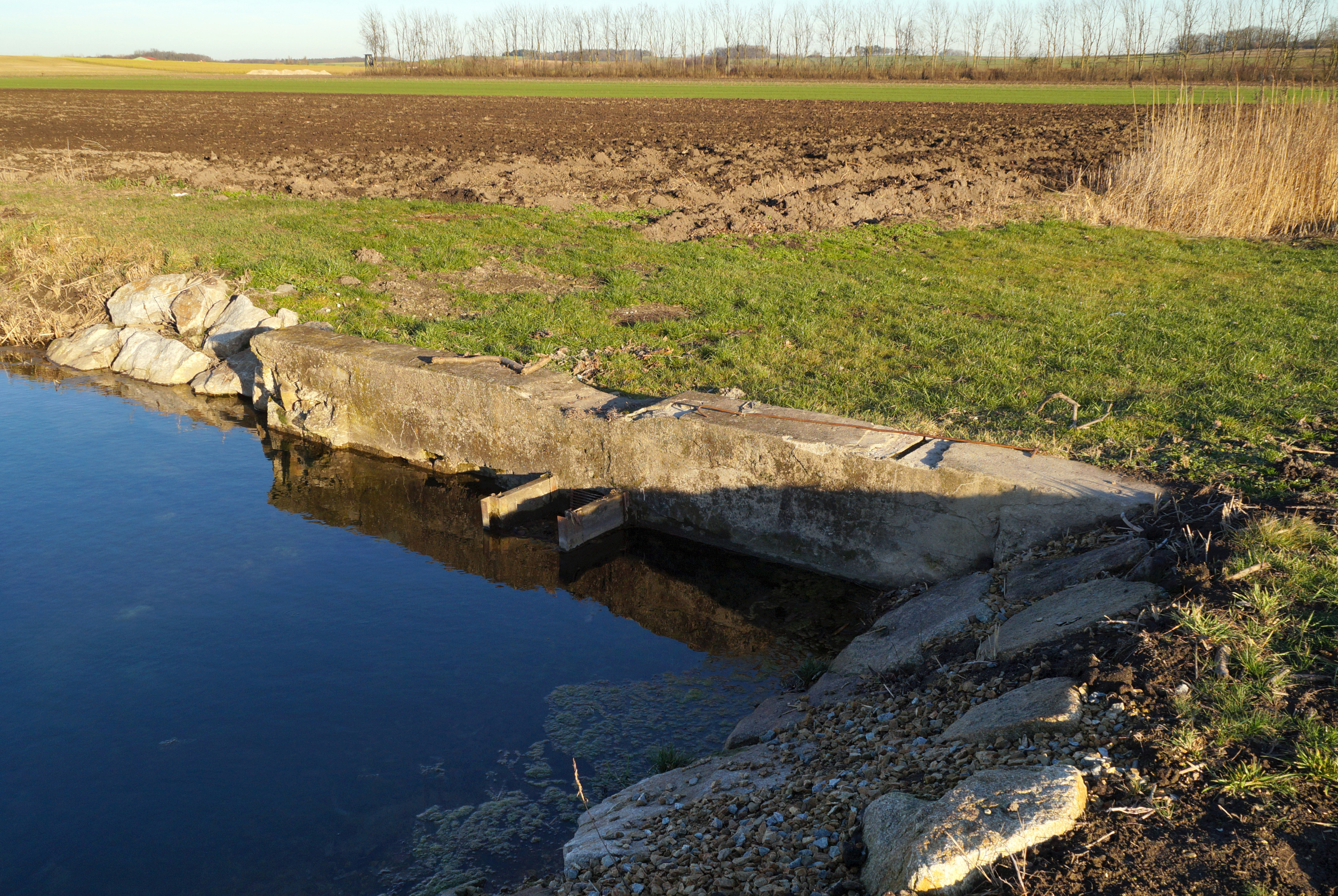
Schmida, Abfluss aus dem Quellteich
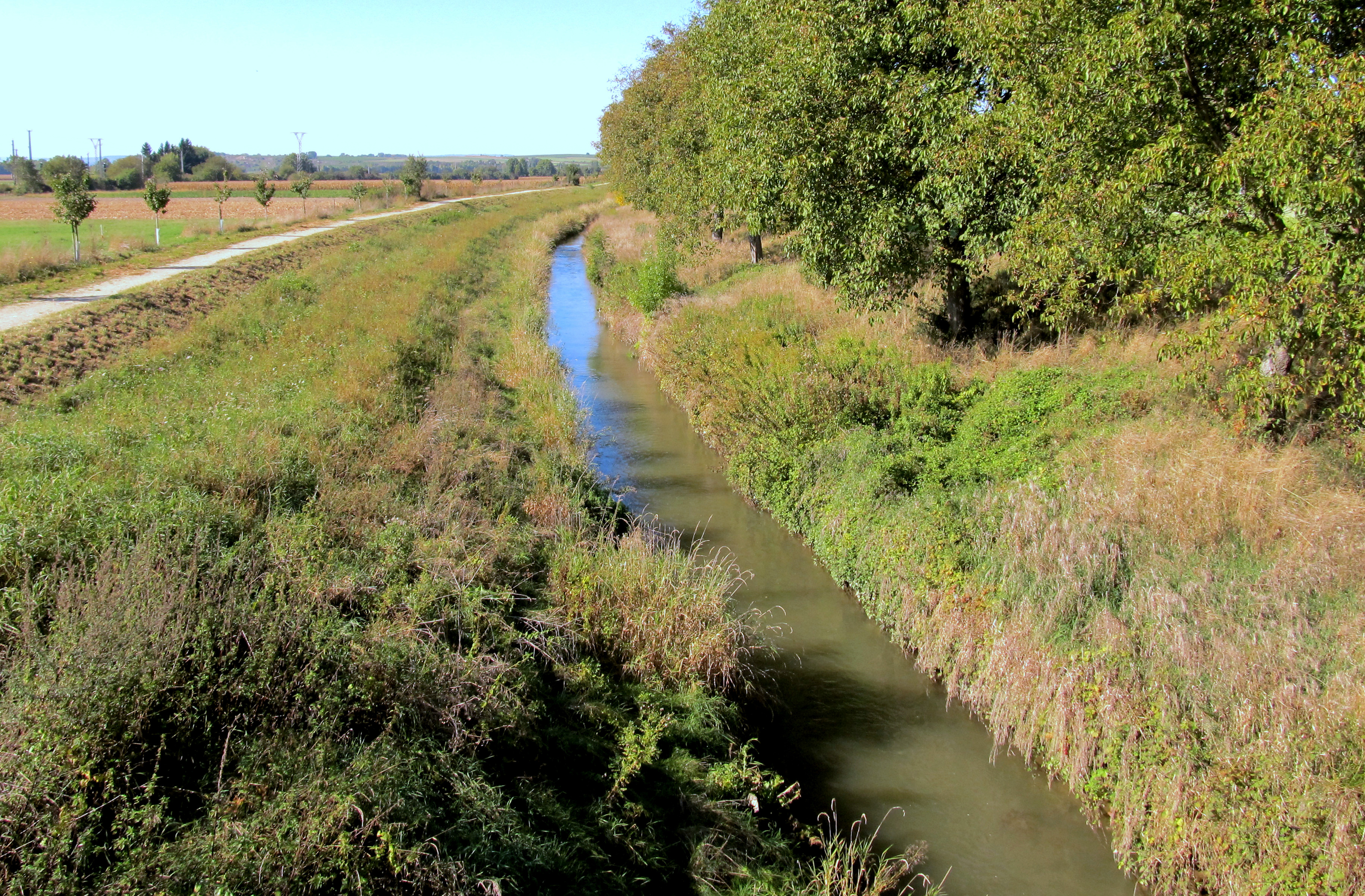
Die Schmida bei Absdorf (im Herbst)
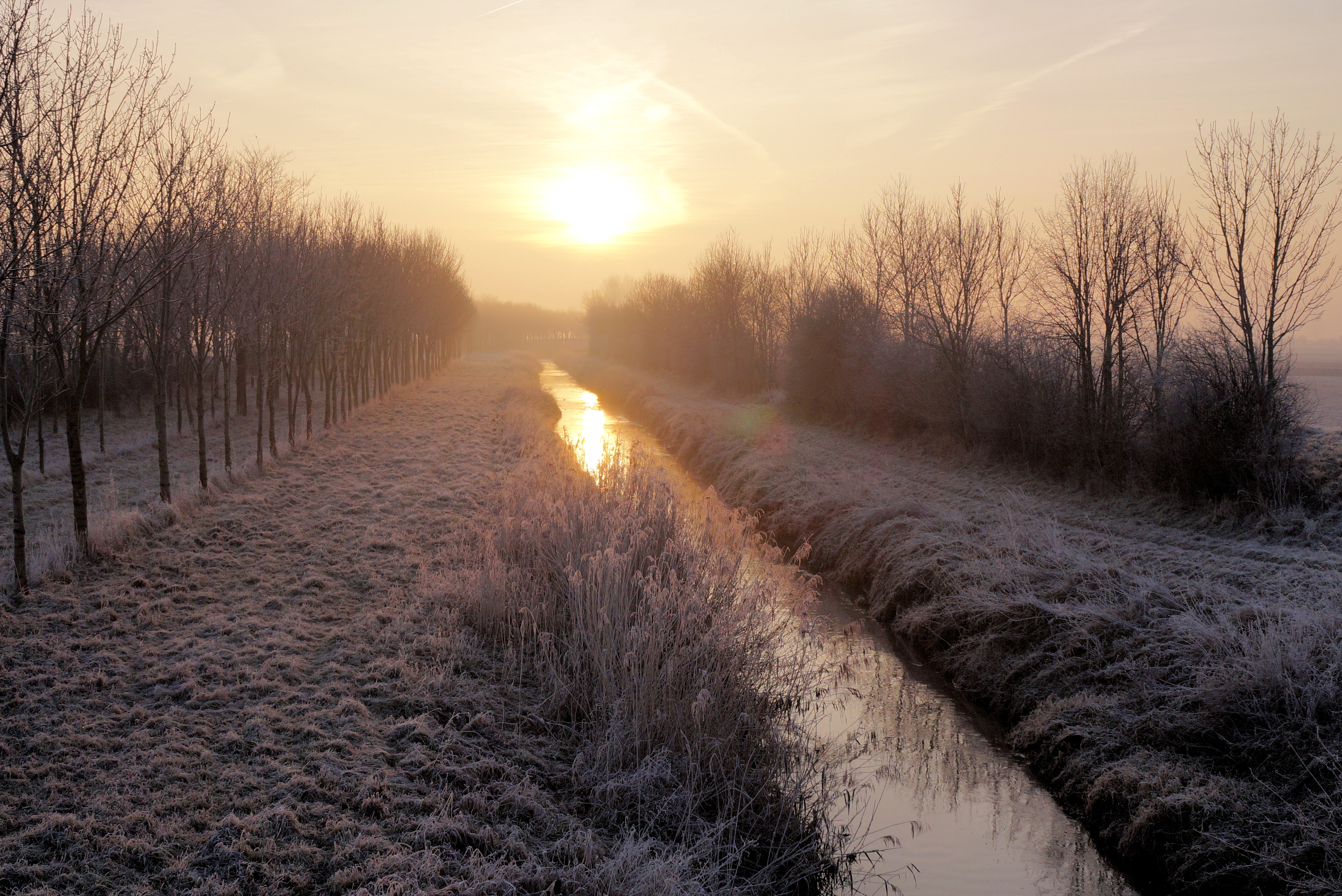
Die Schmida bei Absdorf (im Winter)
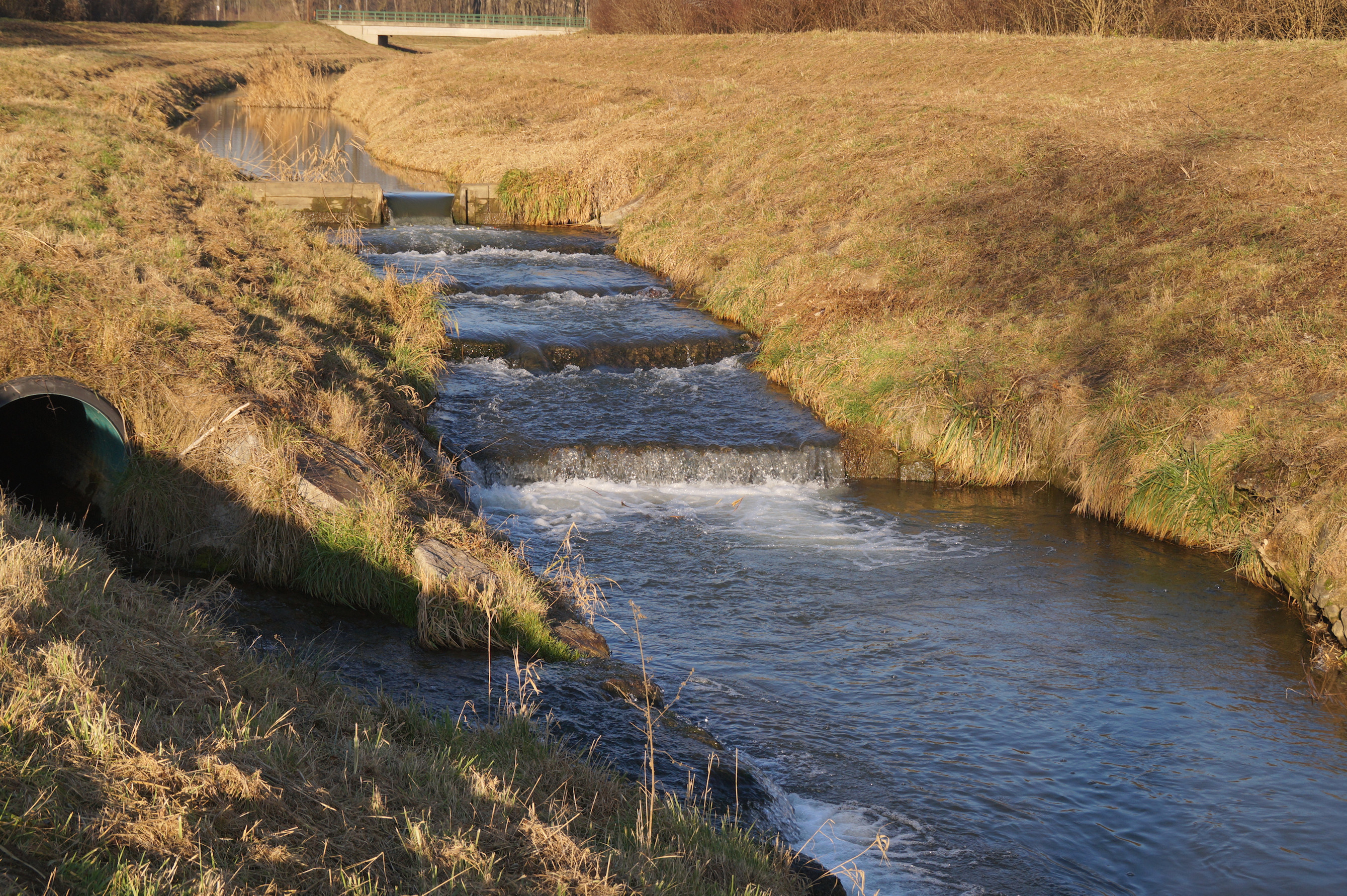
Schmida – Wasserkaskaden
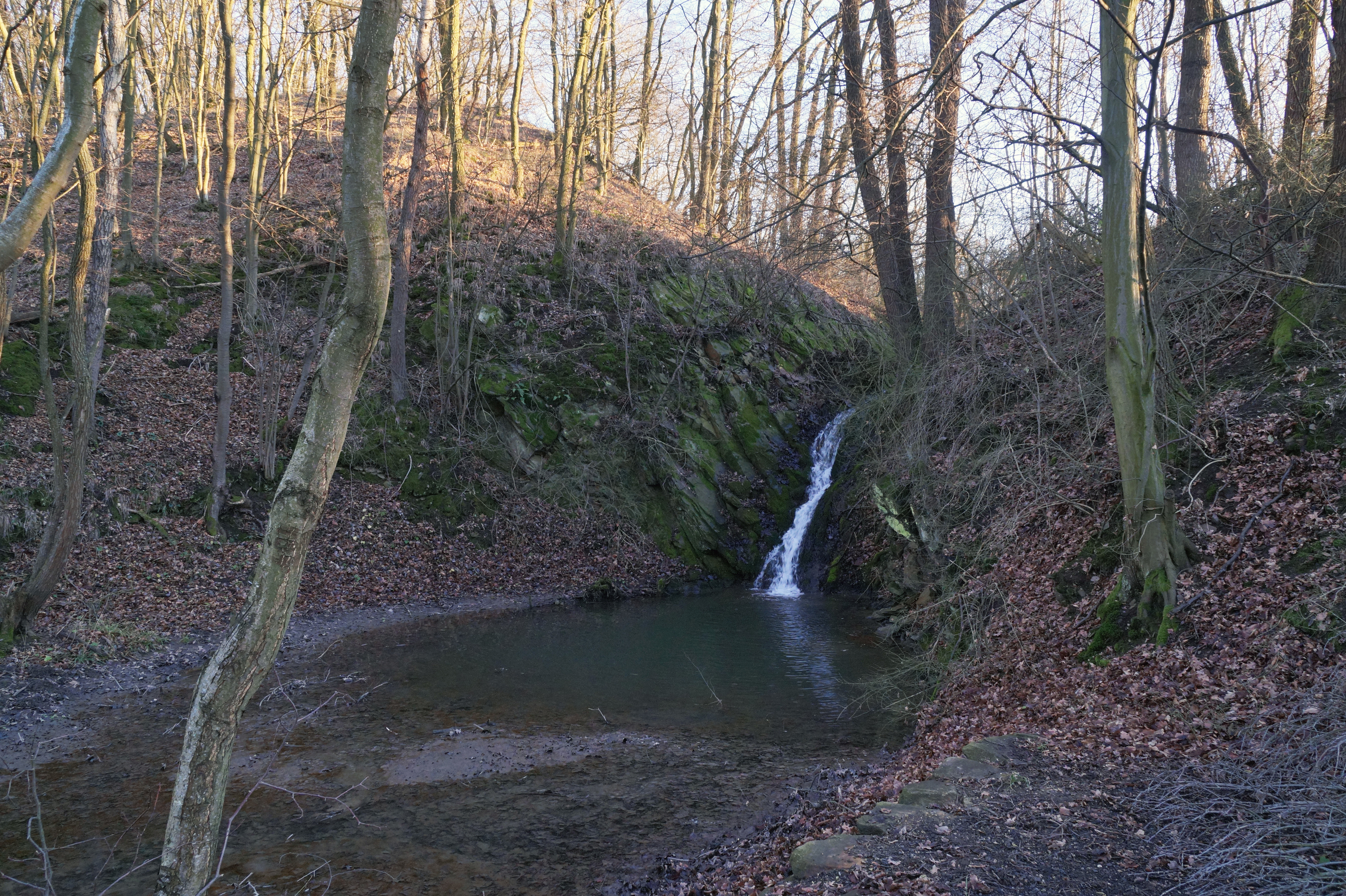
Schmidawasserfall bei Kühnring